# Jutta Rabe
Jutta Rabe (* 1955 in Hamburg) ist eine deutsche Journalistin, Schriftstellerin und Filmproduzentin. Sie war Mitinhaberin einer Produktionsfirma und produzierte Reportagen für verschiedene Fernsehsender. Zwischenzeitlich war sie Schatzmeisterin des Berliner Landesverbands des Deutschen Journalisten-Verbands.

## Wirken

### Untergang der MS Estonia
Rabe produzierte insgesamt 14 Fernsehdokumentationen zum Untergang der Passagierfähre Estonia, die 1994 mit 852 Opfern in der Ostsee gesunken war. In ihren Produktionen drückt Rabe Zweifel an der Ergebnissen der offiziellen Untersuchungskommission zur Unglücksursache aus. Das Bugvisier der Fähre sei zur Verhinderung eines Waffenexports durch einen Geheimdienst durch eine Sprengstoffexplosion geöffnet worden.
Zusammen mit einem US-amerikanischen Taucher organisierte Rabe eine Expedition, die das Wrack auf dem Boden der Ostsee im August 2000 mit Tauchern und Unterwasserrobotern untersuchte. Von den Rändern mutmaßlicher Sprenglöcher am Bug wurden Proben entnommen. Nachdem der mehrjährige Kontakt mit Meerwasser einen direkten Nachweis von Sprengstoff unmöglich machte, konzentrierte sich die Untersuchung auf das Stahlgefüge. Nachdem drei Materialprüfungsinstitute Deformationen der Kristallstrukturen fanden, die auf Sprengstoffexplosionen hinwiesen, kam die Bundesanstalt für Materialforschung und -prüfung bei einer umfassenderen Untersuchung zu dem Schluss, dass die Deformationen Ergebnis einer werftseitigen Rostschutzbehandlung seien.
Als Folge der Tauchexpedition erließen die schwedischen Behörden im Jahr 2000 einen Haftbefehl gegen Rabe. Durch die Unterwasser-Aufnahmen am Wrack der Estonia sei es zu einer Störung der Totenruhe gekommen.
Das Sachbuch Die Estonia der Autorin war Vorlage des britisch-deutschen Politthrillers Baltic Storm, der 2003 unter Beteiligung Rabes produziert wurde.

### Sonstiges
1999 leitete Rabe die Produktion des Fernsehfilms Die Millennium-Katastrophe – Computer-Crash 2000.
Zur Europawahl 2024 kandidierte Rabe für das Bündnis Sahra Wagenknecht auf Platz 15 der Bundesliste, verpasste aber den Einzug ins Europaparlament.

## Veröffentlichungen
- Die Estonia: Tragödie eines Schiffsuntergangs. Delius Klasing, Bielefeld 2002, ISBN 3768812677
- Die Estonia: War es ein Anschlag? War Atommaterial an Bord? Neue Beweise, neue Erkenntnisse. Delius Klasing, Bielefeld 2005, ISBN 3667117159
- Hauptstadt Journalismus: Journalisten der Hauptstadt. AIG I.Hilbinger, 2009, ISBN 3927110299 (als Mitherausgeberin)